# 牛栓藤
牛栓藤（学名：Connarus paniculatus）为牛栓藤科牛栓藤属的植物。分布于印度、马来西亚、柬埔寨、越南以及中国大陆的海南等地，生长于海拔120米至1,000米的地区，一般生长在山坡疏林以及密林中，目前尚未由人工引种栽培。